# Torre de Gediminas
La torre de Gediminas (en lituano: Gedimino pilies bokštas) es una atalaya situada sobre la colina homónima, que domina la ciudad de Vilna, capital de Lituania. Es la única torre sobreviviente de las tres que protegían el castillo Superior del complejo de castillos de Vilna, y es el único ejemplo de arquitectura gótica defensiva en Lituania que se ha preservado hasta la actualidad. Existe en su interior pequeño un museo arqueológico.

## Historia
Las primeras fortificaciones conocidas en ese lugar fueron construidas en el madera por Gediminas, gran duque de Lituania. El primer castillo construido en ladrillo se terminó en 1409, en época del gran duque Vitautas. De dicha construcción se conservan algunos restos, que han sido restaurados recientemente.
La primera torre data del siglo XIV o XV, y poseía un piso más de altura. Sus muros fueron dañados durante la ocupación rusa de 1655-1661. Después de estar infrautilizada durante mucho tiempo, sus muros comenzaron a colapsar y en el siglo XIX cayó su cuarta planta. Durante la ocupación de Lituania por el Imperio ruso fue convertido en una fortaleza militar: entre 1832 y 1834 se desmantelaron las dos plantas superiores, y se erigió una estructura hexagonal de madera sobre las dos plantas que quedaban con el objetivo de mandar telegramas ópticos, convirtiéndolo en el edificio más alto de Vilna. La bandera rusa ondeó en su cumbre y se realizaban salvas a diario desde los cañones situados en la cumbre. La torre se restauró en varios ocasiones y en 1895 se convirtió en una torre vigía contra incendios.
La bandera de Lituania se ondeó por primera vez desde la torre de Gediminas el 1 de enero de 1919. En la década de 1920 comenzaron algunas investigaciones para conocer la historia del edificio: se desalojó el interior y se derrumbó la estructura de madera hexagonal del siglo XIX. Aunque los planes eran inaugurar un museo en su interior, el estallido de la Segunda Guerra Mundial frustró este momento hasta su inauguración en 1960; desde entonces se ha convertido en unos de los monumentos más visitados de Lituania. Tras una iniciativa de Sąjūdis, un movimiento que buscaba la independencia de la Unión Soviética, se creó una cadena humana el 23 de agosto de 1989 que comenzaba en la torre y cruzaba Lituania, Letonia y Estonia, una protesta contra el pacto Molotov-Ribbentrop, un tratado entre la Alemania nazi y la Unión Soviética firmado en 1939 cuya consecuencia fue la anexión por la Unión Soviética de estos tres países.
La torre se considera un símbolo de la ciudad y del país, y como tal aparece en la litas, la moneda nacional en curso antes de la llegada del Euro. De la misma manera aparece mencionado en numerosos poemas y canciones.